# Nová veřejná správa
Nová veřejná správa (New Public Management) je přístup, který se zaměřuje na zvyšování efektivity a transparentnosti veřejných služeb a zavádí metody inspirované soukromým sektorem, jako je měření výsledků, outsourcing nebo konkurence mezi poskytovateli služeb. Využívá se ve vládních institucích, agenturách veřejných služeb a institucích, jejichž cílem je při aplikaci tohoto přístupu zkvalitnění veřejných služeb.
Termín „Nová veřejná správa“ byl zaveden vědci z Velké Británie a Austrálie, kteří se zaměřovali na oblast veřejné správy. Tento nový koncept měl za cíl představit odlišný pohled na organizační podobu ve veřejném sektoru, avšak po deseti letech se jeho význam v diskusích a debatách rozšířil do mnoha různých směrů. Někteří akademici jej začali definovat jako integraci nové institucionální ekonomie do veřejné správy, zatímco jiní ho použili k popisu změn v politickém procesu.

## Vývoj
Nová veřejná správa, která se objevila v 80. letech, 20. století, představovala pokus učinit veřejný sektor více podobný firmě a zlepšit efektivitu vlády vypůjčenými nápady a modely řízení ze soukromého sektoru. Zdůraznila ústřední postavení občanů, kteří byli příjemci služeb nebo zákazníky pro veřejný sektor. Nový systém veřejné správy také navrhl decentralizovanější kontrolu zdrojů a zkoumání dalších modelů poskytování služeb k dosažení lepších výsledků, včetně kvazi-tržní struktury, kde si veřejní a soukromí poskytovatelé služeb navzájem konkurují ve snaze poskytovat lepší a rychlejší služby.
Došlo k významným změnám ve správě veřejných služeb v mnoha zemích, s výraznými a radikálními reformami v takových státech jako Spojené království, Nový Zéland a Švédsko. Tyto transformace, jež se souhrnně označují jako Nová veřejná správa, zahrnují řadu dalekosáhlých opatření, včetně privatizace, outsourcingu, marketingu veřejných služeb a důraznějšího řízení výkonnosti.
Charakteristickým rysem režimu nové veřejné správy je kombinace tržních principů a managementu, která vnáší větší konkurenci mezi agenturami veřejných služeb a zároveň posiluje role liniového managementu. V rámci centrální vlády se ministerstva zmenšují a předávají své provozní funkce nově autonomním „výkonným agenturám“, přičemž jejich činnost je nadále řízena prostřednictvím smluv s příslušným ministerstvem, které funguje jako jejich „vlastník“.

## Reformy
Reformy nové veřejné správy využívají různé přístupy, jako je desagregace služeb, zaměření na spokojenost zákazníků, zlepšování zákaznického servisu, podpora podnikatelského myšlení ve veřejném sektoru a zavádění inovací. Tento systém dává veřejným manažerům větší míru samostatnosti a rozhodování. V rámci reformy mohou veřejní manažeři nabídnout zákazníkům široké spektrum možností, mezi nimiž mají také právo zcela se odhlásit ze systému poskytování služeb.

## Infrastruktura pro implementaci
Pro úspěšnou implementaci Nové veřejné správy je klíčových devět hlavních infrastruktur. Tyto infrastruktury zahrnují silný závazek manažerů, efektivní využívání informačních technologií, změnu organizační kultury, flexibilitu pravidel, vzdělávání a školení, obnovu zastaralé infrastruktury a další.
Úspěšná implementace však závisí také na důvěře mezi manažery a zaměstnanci. Bez této důvěry se efektivita reforem výrazně snižuje. Kvalita poskytovaných služeb je přitom podmíněna nejen samotnými reformami, ale i přístupem, dovednostmi, odhodláním a úsilím všech zúčastněných stran.
Je důležité, aby manažeři veřejného sektoru využívali moderní informační technologie ke zlepšení rozhodovacích procesů a k efektivnímu propojení technických dovedností a finančních zdrojů nezbytných pro realizaci reforem. Flexibilita a možnost přizpůsobit pravidla pak poskytují základ pro motivaci, rozvoj a efektivní řízení lidských zdrojů, což posiluje schopnost organizace dosáhnout stanovených cílů.

### Devět hlavních infrastruktur

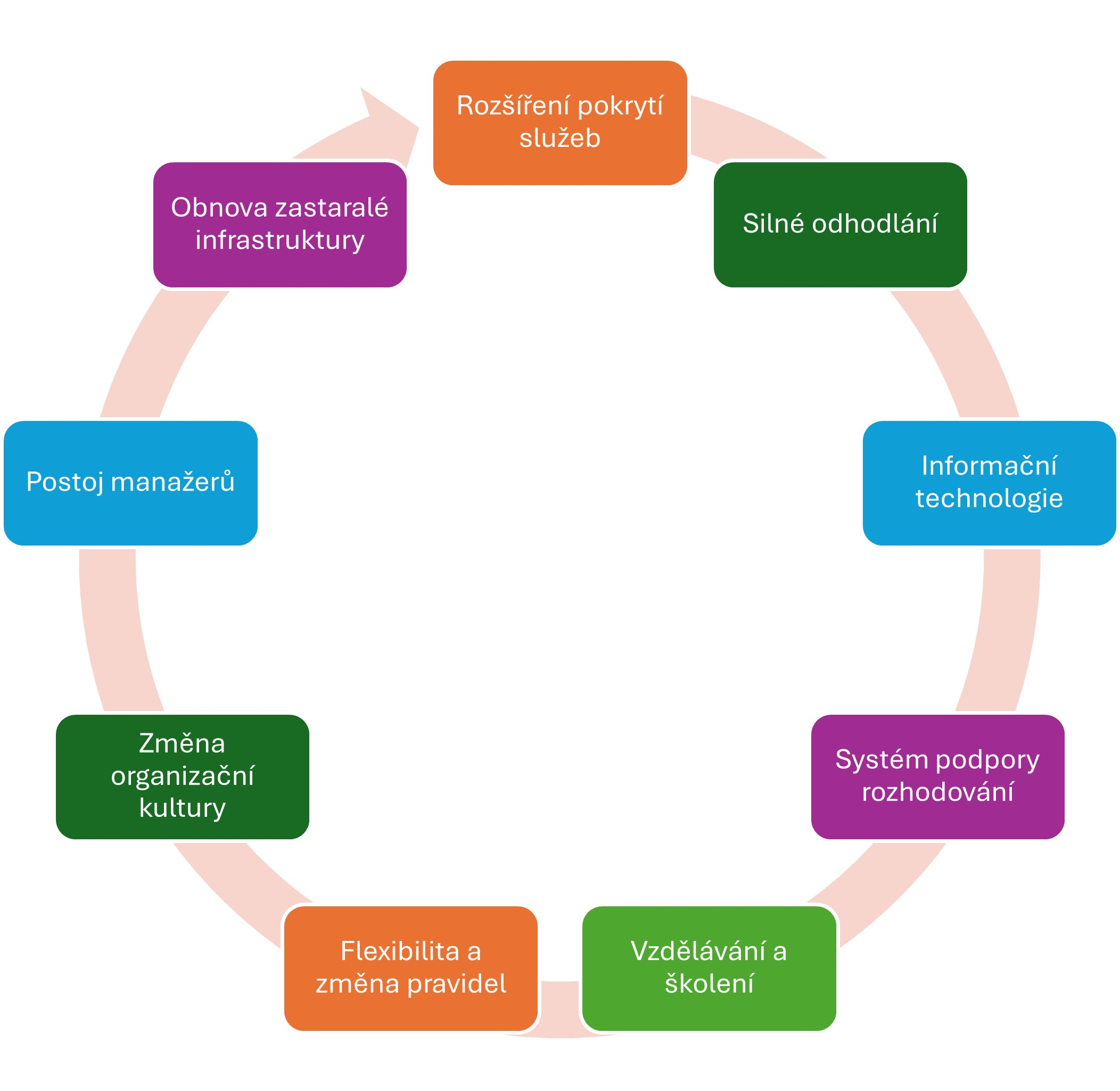
Devět hlavních infrastruktur nové veřejné správy

- Rozšíření pokrytí služeb (Expand service coverage) – důležité pro zajištění dostupnosti veřejných služeb širší populaci, včetně oblastí, které byly dříve nedostatečně obsloužené.
- Silný závazek (Strong commitment) – nutnost zapojení a odhodlání ze strany vedení i zaměstnanců veřejného sektoru pro úspěšné zavádění reforem.
- Informační technologie (Information technology) – technologie usnadňuje správu dat, zlepšuje komunikaci a umožňuje efektivnější poskytování služeb.
- Systémy pro podporu rozhodování (Decision Support System – DSS) – nástroje, které pomáhají manažerům činit informovaná rozhodnutí na základě analýzy dat.
- Postoj manažerů (Managers attitude) – pozitivní a inovativní přístup manažerů je klíčem k úspěchu při implementaci reforem.
- Změna organizační kultury (Changing organizational culture) – přizpůsobení hodnot, postupů a chování v organizaci, aby podporovaly flexibilitu, inovace a orientaci na výsledky.
- Flexibilita a změna pravidel (Flexibility and Changing the rules) – zajištění pružných pravidel, která umožní organizacím lépe reagovat na změny a potřeby občanů.
- Vzdělávání a školení (Education and training) – zvyšování kvalifikace zaměstnanců tak, aby odpovídala moderním požadavkům.
- Obnova zastaralé infrastruktury (Rehabilitate aging infrastructures) – modernizace fyzických i technologických struktur pro efektivnější fungování veřejného sektoru.[5]

## Hlavní témata
Hlavní témata pro novou veřejnou správu zahrnují různé aspekty reformy veřejného sektoru, které se zaměřují na zvýšení efektivity, kvality služeb a lepší odpovědnost vůči občanům. Tato témata zahrnují decentralizaci řízení, rozdělení odpovědnosti mezi veřejné a soukromé sektory, měření výkonnosti a orientaci na výsledky.
1. Silné zaměření na finanční kontrolu
Veřejné prostředky jsou omezené, a proto je nezbytné zajistit, aby byly využívány co nejefektivněji, s maximálním dopadem na kvalitu služeb. Tím se zvyšuje důvěra veřejnosti a legitimita veřejného sektoru.
2. Příkazový a kontrolní režim fungování, identifikace a stanovování cílů
Jasné cíle a systematické sledování výkonu zajišťují odpovědnost a soulad činností s prioritami organizace. Centralizace pravomocí umožňuje rychlejší rozhodování a efektivní řízení.
3. Zavádění auditů na finanční i profesionální úrovni
Audity a standardizace přispívají k transparentnosti a odpovědnosti. Jasné měřitelné cíle podporují zlepšování kvality služeb a minimalizují riziko zneužití prostředků nebo nekvalitních výkonů.
4. Větší orientace na zákazníka
Soustředění na potřeby občanů („zákazníků“) zajišťuje, že služby jsou relevantní a přístupné. Zapojení neveřejných poskytovatelů může přinést inovace, konkurenci a vyšší kvalitu.
5. Deregulace trhu práce
Deregulace a flexibilní odměňování motivují zaměstnance k vyšší výkonnosti a zajišťují větší adaptabilitu organizací na měnící se podmínky a potřeby.
6. Odrazování od samoregulační moci profesionálů
Snižuje se riziko, že jednotlivci nebo profesní skupiny budou upřednostňovat své zájmy nad zájmy organizace nebo veřejnosti. Posílení manažerské kontroly zvyšuje koordinaci a odpovědnost.
7. Podpora podnikavějšího řízení
Podnikavé řízení podporuje inovace, kreativitu a schopnost přizpůsobit se novým výzvám.
8. Představení nových forem správy a řízení společnosti
Strategické řízení umožňuje organizaci zaměřit se na dlouhodobé cíle a klíčové priority. Správní rada poskytuje dohled, podporu a zajišťuje větší efektivitu a transparentnost rozhodovacích procesů.

## Nástroje
Nástroje nové veřejné správy představují moderní přístupy k řízení a organizaci veřejného sektoru, které se snaží aplikovat principy běžně používané v soukromých podnicích. Tyto nástroje jsou zaměřeny na zlepšení efektivity, zvyšování hodnoty pro občany a přizpůsobení veřejných služeb jejich potřebám.
Využití manažerských konceptů je zásadní pro modernizaci a zefektivnění řízení ve veřejném sektoru. Klíčové je zavedení přístupů, jako je Management by Influence, který klade důraz na motivaci a ovlivňování zaměstnanců prostřednictvím sdílených vizí a strategických cílů namísto autoritativního řízení. Důležitou roli hraje také vytváření sítí a strategických aliancí mezi organizacemi, které umožňují sdílení zdrojů, znalostí a osvědčených postupů, čímž podporují inovace a spolupráci. Další významnou součástí je management výkonnosti, který prostřednictvím analýzy metrik hodnotí efektivitu organizací a optimalizuje provoz pomocí statistických ukazatelů. Tyto přístupy společně přispívají ke zlepšení organizační adaptability, zvýšení efektivity a lepší orientaci na dosažení výsledků. 
Vytvoření více fragmentovaných nebo volně nasmlouvaných organizací veřejného sektoru na místní úrovni spočívá v zajištění decentralizace veřejných služeb a nahrazení tradiční hierarchické struktury flexibilnějšími modely. To umožňuje outsourcování činností prostřednictvím smluv s externími poskytovateli, čímž se zvyšuje efektivita a lépe reaguje na místní potřeby.
Rozlišování mezi malým strategickým jádrem a velkou organizační periferií znamená oddělení klíčových strategických funkcí organizace od méně důležitých činností, které jsou outsourcovány prostřednictvím kontraktů. Tento přístup vede k efektivnějšímu využívání veřejných prostředků a posiluje konkurenci mezi poskytovateli služeb.
Odkládání a zmenšování zahrnuje redukci administrativních a byrokratických procesů, což snižuje náklady a zjednodušuje strukturu organizace. Tento přístup umožňuje zaměřit se na klíčové úkoly, zlepšit výkonnost a odstranit nepotřebné funkce.
Přechod od standardizovaných forem služeb k flexibilnějším a rozmanitějším formám služeb se zaměřuje na nahrazení rigidních standardizovaných modelů flexibilnějšími a personalizovanými službami. Tyto přístupy lépe reagují na specifické potřeby jednotlivých skupin a regionů, zvyšují adaptabilitu a zlepšují spokojenost uživatelů veřejných služeb.